# Liste der Stolpersteine in Reinfeld (Holstein)

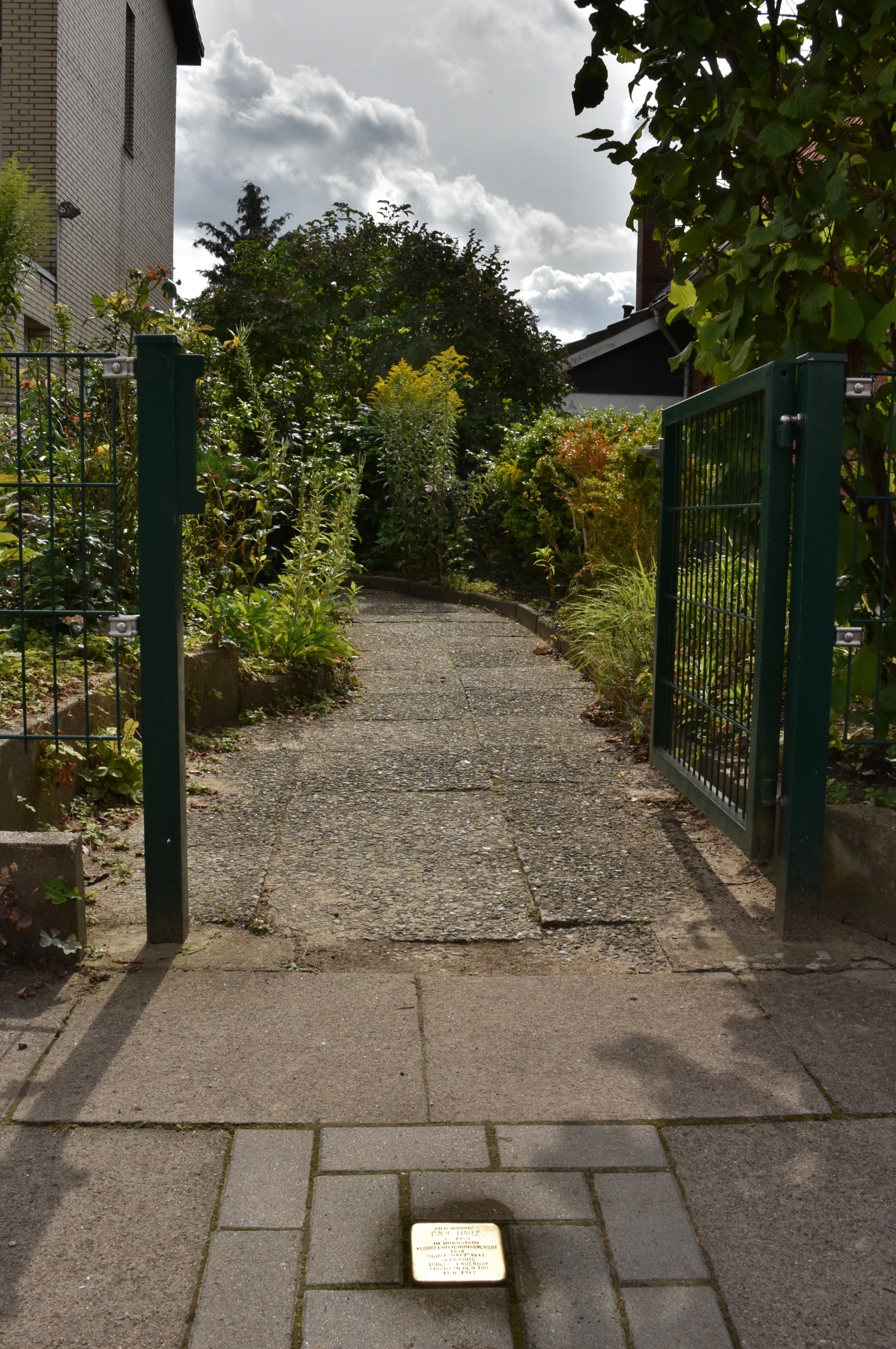
Stolperstein in der Carl-Harz-Straße

Die Liste der Stolpersteine in Reinfeld (Holstein) enthält alle Stolpersteine, die im Rahmen des gleichnamigen Kunst-Projekts von Gunter Demnig in der Stadt Reinfeld (Holstein) verlegt wurden. Stolpersteine erinnern an das Schicksal der Menschen, die von den Nationalsozialisten ermordet, deportiert, vertrieben oder in den Suizid getrieben wurden. Sie liegen im Regelfall vor dem letzten selbstgewählten Wohnsitz des Opfers.
Die Erstverlegung erfolgte am 7. März 2014.

## Verlegte Stolpersteine
In Reinfeld (Holstein) wurden bisher zwei Stolpersteine an zwei Adressen für Widerstandskämpfer verlegt.
| Stolperstein | Inschrift | Verlegeort                      | Name, Leben |
| ------------ | --- | ------------------------------- | --- |
|              | HIER WOHNTE CARL HARZ JG. 1860 IM WIDERSTAND VERÖFFENTLICHUNGSVERBOT 1939 'SCHUTZHAFT' 1943 GEFÄNGNIS LÜBECK-LAUERHOF FLUCHT IN DEN TOD 13.8.1943 | Carl-Harz-Straße 6 ·            | Carl Harz wurde am 14. Februar 1860 in Altona als Karl Harz geboren. Er machte eine Lehre als Buchdrucker und Schriftsetzer und arbeitete auch in diesem Beruf, bis er nach dem Tod seines Vaters 1883 dessen Gastwirtschaft und Zolldeklarationsstelle übernahm. Ab 1888 war er Schiffsmakler beim „Schifferverband der Unterelbe e. V.“ sowie als Immobilienmakler und Kaufmann. Er heiratete 1894 Sophie Aldenrath, mit der er fünf Kinder bekam. Ab 1902 gründete er eine Villenkolonie bei Reinfeld. Harz publizierte sozialreformerische und religionskritische Schriften im Eigenverlag, dabei vertrat er die These, dass alle Religionen versagt hätten, da Krieg, Ungerechtigkeit und Armut noch immer existierten. Während der nationalsozialistischen Zeit erhielt er ein Publikationsverbot. 1943 schrieb Carl Harz an Adolf Hitler ein Telegramm, forderte ihn darin zur Beendigung des Krieges auf. Carl Harz wurde daraufhin inhaftiert. Carl Harz verlor am 13. August 1943 sein Leben im Gefängnis, er soll sich erhängt haben. Eine Straße in Reinfeld trägt seinen Namen. |
|              | HIER WOHNTE RICHARD MINKWITZ JG. 1886 IM WIDERSTAND / KPD 'SCHUTZHAFT' 1933 GESTAPO GEFÄNGNIS BAD OLDESLOE ERSCHLAGEN 7.9.1933                    | Paul-von-Schoenaich-Straße 36 · | Richard Minkwitz wurde 1886 geboren. Er war Landarbeiter und Mitglied der KPD. Auf Grund dieser Mitgliedschaft wurde er 1933 in "Schutzhaft" genommen und im Gestapo-Gefängnis Bald Oldesloe ("Blaues Haus") inhaftiert. Richard Minkwitz wurde hier wenige Tage später, am 7. September 1933, erschlagen. Ein Wanderweg am Neuhöfer Teich trägt seinen Namen. |

## Verlegungen
Die Initiative ging von der Immanuel-Kant-Schule aus, die Verlegung erfolgte am 7. März 2014. Der Stolperstein für Carl Harz wurde 2017 von Gunter Demnig erneut verlegt, nachdem der erste Stolperstein zerstört war und nicht mehr lesbar.